# Eugenacris portentosa
Eugenacris portentosa är en insektsart som beskrevs av Marius Descamps och Christiane Amédégnato 1972. Eugenacris portentosa ingår i släktet Eugenacris och familjen gräshoppor. Inga underarter finns listade i Catalogue of Life.